# جو كارنهان
جو كارنهان (بالإنجليزية: Joe Carnahan)‏ مخرج سينمائي أمريكي.

## من أفلامه
- 2011، الرمادي

## روابط خارجية
- جو كارنهان على موقع IMDb (الإنجليزية)
- جو كارنهان على موقع روتن توميتوز (الإنجليزية)
- جو كارنهان على موقع ألو سيني (الفرنسية)
- جو كارنهان على موقع أول موفي (الإنجليزية)
- جو كارنهان على موقع بوكس أوفيس موجو (الإنجليزية)
- جو كارنهان على موقع قاعدة بيانات الأفلام السويدية (السويدية)
- جو كارنهان على موقع إن إن دي بي (الإنجليزية)
- جو كارنهان على موقع قاعدة بيانات الفيلم (الإنجليزية)
- جو كارنهان على موقع كينوبويسك (الروسية)